# Géranium à feuilles argentées
Geranium argenteum
Espèce
Le Géranium à feuilles argentées (Geranium argenteum) est une espèce de plantes vivaces de la famille des Geraniacées.

## Description
Le Géranium à feuille argentées est une plante d'altitude se développant entre 1 700 et 2 500 m, sur des sols rocailleux et calcaires.
Ce géranium mesure entre 8 et 15 cm et ses fleurs présentes généralement un diamètre compris entre 25 et 30 mm.
Entre juin et août, la plante produit des fleurs roses pâles recouvertes de très légers poils argentés, caractéristiques de cette espèce.

## Répartition
On rencontre cette plante en Europe. Plus précisément dans les Alpes, notamment en Italie, en France et en Slovénie,.

## Menaces et statuts de protection
Cette plante est présente sur la liste rouge de la flore vasculaire de France métropolitaine, de Rhône-Alpes, de Provence-Alpes-Côte-d'Azur et sur la liste rouge de la flore de Bourgogne.
Cette plante est notamment menacée par le piétinement des troupeaux d'ovins, de plus en plus présents sur son aire de répartition.